# Torre Moruna
La Torre Moruna és un edifici del municipi de Castelldefels (Baix Llobregat) declarat bé cultural d'interès nacional.

## Descripció
És una torre de defensa, aïllada, de planta circular i cos cilíndric. Està feta amb carreus irregulars disposats en filades i coberts en gran part d'heura que no deixa veure si es conserva alguna obertura. L'alçada conservada és inferior als 3m.

## Història
Originàriament era una torre de guaita que, situada en un turó davant del mar, als espadats del Garraf, formava part de la línia de vigilància entre la Torre Barona i la de Sant Salvador. El nom que porta actualment sembla que va ser posat per un dels propietaris del sector després de la Guerra Civil Espanyola.